# John Richard Patterson
John Richard Patterson (17 mai 1945 - 29 janvier 1997) est le fondateur d’une agence matrimoniale assistée par ordinateur, Dateline, basée au Royaume-Uni. C’est l’une des premières sociétés au monde sur cette activité, s’inscrivant dans la lignée des agences matrimoniales précédentes, et des sites de rencontres ultérieurs.

## Biographie
Patterson est né dans le Hertfordshire et a fait ses études au Bishop's Stortford College. Fils de banquier, il a obtenu un diplôme d'ingénieur en mécanique à l'université de Londres en 1966. Il a fondé Dateline en 1966 après un voyage à l'université Harvard en 1965, où il avait vu un ordinateur utilisé pour jumeler des partenaires lors d'un bal de première année. Sa société a été fondée avec 50,00 £, empruntés à ses parents. Il a investi ensuite dans un ordinateur IBM, de deux mètres de long.
L'entreprise Dateline est considérée comme une des premières agences matrimoniales par ordinateur. Des fiches étaient documentées sur le profil de chaque personne inscrite via des cartes perforées (pas d'écran à l'époque pour visualiser les données saisies). « Avec notre ordinateur, vous gagnez du temps et vous êtes sûr de tomber juste. Car un ordinateur ne peut pas se tromper » affirmaient ses publicités. La société a tenté de se développer sur plusieurs pays dont la France, mais a été surtout notoire dans les pays anglo-saxons, dans les années 1980 et 1990,.
John Patterson a d'abord eu du mal à trouver des clients et s'est engagé dans des pratiques commerciales douteuses : en 1969, il a été par exemple reconnu coupable de fraude pour avoir vendu des listes de femmes qui s'étaient inscrites à son service à des hommes qui cherchaient des prostituées. Dateline s'appuyait fortement sur les publicités dans la presse, publiant des annonces pleine page dans des journaux et des magazines dès le début des années 1970, des annonces remarquées pour la phrase d'accroche : « You too can find love » [Vous aussi, vous pouvez trouver l'amour]. En 1974, il a racheté et absorbé Com-Pat, son seul concurrent majeur et le premier service de rencontres par ordinateur au Royaume-Uni, lancé en 1964 par Joan Ball.
Patterson a également publié un magazine mensuel intitulé Singles, et en 1975, il a lancé une agence de voyages, Singles Holidays. Bien que ces entreprises aient fini par disparaître, Dateline a continué à fonctionner tout au long des années 1970, 1980 et 1990. Au cours des années 1990, il a été estimé que la société a jumelé plus de 40 000 couples potentiels par an, dont environ 2 000 se sont finalement mariés.
Il était marié à Sandy Nye (également connue sous le nom de Valerie), et le couple a eu trois enfants avant de divorcer en 1982. Il a ensuite eu deux autres enfants avec son ancienne secrétaire, Kim Sellick,. Il est mort, fortement alcoolisé, d'une crise cardiaque en 1997.
Après sa mort, la société Dateline a été vendue au Columbus Publishing Group en 1998, pour 1,45 million de livres. Puis elle a été revendue à nouveau et a disparu les années suivantes. Au moment où cette société britannique disparaît, les Américains ont déjà découvert les sites de rencontres et la séduction en ligne avec, par exemple, Match.com, lancé sur le web en 1995.